# Брагин, Василий Ефимович
Василий Ефимович Брагин (1920—1969) — лейтенант Рабоче-крестьянской Красной Армии, участник Великой Отечественной войны, Герой Советского Союза (1945).

## Биография
Василий Брагин родился 30 июля 1920 года в деревне Большая Речка (ныне — Вохомский район Костромской области) в крестьянской семье. Получил неполное среднее образование, работал в колхозе. В 1940 году был призван на службу в Рабоче-крестьянскую Красную Армию. Окончил полковую школу, получил звание младшего сержанта, стал командиром отделения. С начала Великой Отечественной войны — на её фронтах. В июле 1941 года под Витебском получил ранение и был отправлен в госпиталь. В 1943 году окончил фронтовые крусы младших лейтенантов, командовал пулемётным взводом, затем ротой. К июню 1944 года лейтенант Василий Брагин командовал пулемётной ротой 854-го стрелкового полка 277-й стрелковой дивизии 5-й армии 3-го Белорусского фронта. Отличился во время освобождения Белорусской ССР.
22 июня 1944 года в ходе прорыва немецкой обороны к юго-востоку от Витебска, Брагин вывел свою роту во фланг противнику, чем обеспечил успех боя. 29 июня рота Брагина первой вышла к Березине в районе деревни Кальник Докшицкого района Витебской области и сходу переправилась через неё. Роте удалось подавить немецкие огневые точки и отразить несколько ожесточённых контратак, что обеспечило успешную переправу через реку соседних подразделений. В начале июля на подступах к Вильнюсу, когда позиции полка были атакованы танковыми и пехотными силами противника, Брагин вместе с бойцом Куликовым занял скрытную позицию у дороги и подорвал два танка гранатами, а затем открыл огонь по пехоте, уничтожив более 200 немецких солдат и офицеров, сорвав их планы по контратаке. Во время форсирования реки Невежис Брагин получил тяжёлое ранение и был отправлен в тыловой госпиталь.
Указом Президиума Верховного Совета СССР от 24 марта 1945 года за «образцовое выполнение заданий командования и проявленные мужество и геройство в боях с немецкими захватчиками» лейтенант Василий Брагин был удостоен высокого звания Героя Советского Союза с вручением ордена Ленина и медали «Золотая Звезда» за номером 8872.
После окончания войны Брагин был уволен в запас. Вернулся на родину, работал председателем колхоза. В 1947 году вступил в ВКП(б). Умер 13 августа 1969 года, похоронен на кладбище в посёлке Вохма.
Также был награждён рядом медалей. В деревне Дор Вохомского района Костромской области на доме, где жил Брагин, установлена мемориальная доска. В его честь названы улица в Вохме и Тихоновская средняя школа того же района.